# Élections municipales de 2001 en Gaspésie–Îles-de-la-Madeleine
Les élections municipales québécoises de 2001 se déroulent le 4 novembre 2001. Elles permettent d'élire les maires et les conseillers de chacune des municipalités locales du Québec, ainsi que les préfets de quelques municipalités régionales de comté.

## Gaspésie–Îles-de-la-Madeleine

### Bonaventure
| Poste/District             | Élu             | Type d'élection |
| -------------------------- | --------------- | --------------- |
| Maire                      | Serge Arsenault | Sans opposition |
| Taux de participation: n/a |                 |                 |

### Caplan
| Poste/District             | Élu                | Type d'élection |
| -------------------------- | ------------------ | --------------- |
| Maire                      | Doris Boissonnault | Sans opposition |
| Taux de participation: n/a |                    |                 |

### Grande-Vallée
| Poste/District             | Élu              | Type d'élection |
| -------------------------- | ---------------- | --------------- |
| Maire                      | Sylvain Bouchard | Sans opposition |
| Taux de participation: n/a |                  |                 |

### Hope
| Poste/District              | Élu           | Type d'élection |
| --------------------------- | ------------- | --------------- |
| Maire                       | Hazen Whittom | Scrutin         |
| Taux de participation: 75 % |               |                 |

### Hope Town
| Poste/District             | Élu       | Type d'élection |
| -------------------------- | --------- | --------------- |
| Maire                      | Léon Dubé | Sans opposition |
| Taux de participation: n/a |           |                 |

### L'Ascension-de-Patapédia
| Poste/District             | Élu               | Type d'élection |
| -------------------------- | ----------------- | --------------- |
| Maire                      | Georgette G. Horn | Sans opposition |
| Taux de participation: n/a |                   |                 |

### La Martre
| Poste/District              | Élu           | Type d'élection |
| --------------------------- | ------------- | --------------- |
| Maire                       | Harold Gagnon | Scrutin         |
| Taux de participation: 70 % |               |                 |

### Les Îles-de-la-Madeleine
| Poste/District              | Élu            | Type d'élection |
| --------------------------- | -------------- | --------------- |
| Maire                       | Claude Vigneau | Scrutin         |
| Taux de participation: 70 % |                |                 |

### Marsoui
| Poste/District              | Élu           | Type d'élection |
| --------------------------- | ------------- | --------------- |
| Maire                       | Clément Gagné | Scrutin         |
| Taux de participation: 80 % |               |                 |

### Matapédia
| Poste/District             | Élu           | Type d'élection |
| -------------------------- | ------------- | --------------- |
| Maire                      | Raymond Soucy | Sans opposition |
| Taux de participation: n/a |               |                 |

### Mont-Saint-Pierre
| Poste/District             | Élu           | Type d'élection |
| -------------------------- | ------------- | --------------- |
| Maire                      | Majella Émond | Sans opposition |
| Taux de participation: n/a |               |                 |

### Murdochville
| Poste/District              | Élu           | Type d'élection |
| --------------------------- | ------------- | --------------- |
| Maire                       | Marc Minville | Scrutin         |
| Taux de participation: 72 % |               |                 |

### New Carlisle
| Poste/District              | Élu            | Type d'élection |
| --------------------------- | -------------- | --------------- |
| Maire                       | Cyrus Journeau | Scrutin         |
| Taux de participation: 69 % |                |                 |

### Nouvelle
| Poste/District             | Élu         | Type d'élection |
| -------------------------- | ----------- | --------------- |
| Maire                      | Luc Leblanc | Sans opposition |
| Taux de participation: n/a |             |                 |

### Pabos
| Poste/District              | Élu        | Type d'élection |
| --------------------------- | ---------- | --------------- |
| Maire                       | Claude Cyr | Scrutin         |
| Taux de participation: 76 % |            |                 |

### Paspébiac
| Poste/District              | Élu            | Type d'élection |
| --------------------------- | -------------- | --------------- |
| Maire                       | Régent Bastien | Scrutin         |
| Taux de participation: 65 % |                |                 |

### Pointe-à-la-Croix
| Poste/District              | Élu            | Type d'élection |
| --------------------------- | -------------- | --------------- |
| Maire                       | Jean-Paul Audy | Scrutin         |
| Taux de participation: 65 % |                |                 |

### Ristigouche-Partie-Sud-Est
| Poste/District             | Élu         | Type d'élection |
| -------------------------- | ----------- | --------------- |
| Maire                      | Wayne Nicol | Sans opposition |
| Taux de participation: n/a |             |                 |

### Rivière-à-Claude
| Poste/District              | Élu               | Type d'élection |
| --------------------------- | ----------------- | --------------- |
| Maire                       | Marius Castonguay | Scrutin         |
| Taux de participation: 81 % |                   |                 |

### Saint-Alexis-de-Matapédia
| Poste/District             | Élu               | Type d'élection |
| -------------------------- | ----------------- | --------------- |
| Maire                      | Marc-André Dufour | Sans opposition |
| Taux de participation: n/a |                   |                 |

### Saint-Alphonse
| Poste/District             | Élu             | Type d'élection |
| -------------------------- | --------------- | --------------- |
| Maire                      | Odilon Bélanger | Sans opposition |
| Taux de participation: n/a |                 |                 |

### Saint-André-de-Restigouche
| Poste/District             | Élu             | Type d'élection |
| -------------------------- | --------------- | --------------- |
| Maire                      | Isidore Charest | Sans opposition |
| Taux de participation: n/a |                 |                 |

### Saint-Elzéar
| Poste/District              | Élu              | Type d'élection |
| --------------------------- | ---------------- | --------------- |
| Maire                       | Damien Arsenault | Scrutin         |
| Taux de participation: 76 % |                  |                 |

### Saint-François-d'Assise
| Poste/District             | Élu            | Type d'élection |
| -------------------------- | -------------- | --------------- |
| Maire                      | Hermel Gallant | Sans opposition |
| Taux de participation: n/a |                |                 |

### Saint-Godefroi
| Poste/District             | Élu             | Type d'élection |
| -------------------------- | --------------- | --------------- |
| Maire                      | Réginald Joseph | Sans opposition |
| Taux de participation: n/a |                 |                 |

### Saint-Maxime-du-Mont-Louis
| Poste/District              | Élu                    | Type d'élection |
| --------------------------- | ---------------------- | --------------- |
| Maire                       | Paul-Hébert Bernatchez | Scrutin         |
| Taux de participation: 61 % |                        |                 |

### Saint-Siméon
| Poste/District             | Élu              | Type d'élection |
| -------------------------- | ---------------- | --------------- |
| Maire                      | Jean-Guy Poirier | Sans opposition |
| Taux de participation: n/a |                  |                 |

### Sainte-Madeleine-de-la-Rivière-Madeleine
| Poste/District             | Élu             | Type d'élection |
| -------------------------- | --------------- | --------------- |
| Maire                      | James Patterson | Sans opposition |
| Taux de participation: n/a |                 |                 |